# Трофимов, Фёдор Леонтьевич
Фёдор Леонтьевич Трофимов (15 февраля 1919, село Новосергеевка, Томская губерния — 5 ноября 1993, Северск) — разведчик 681-го стрелкового полка (133-я стрелковая дивизия, 40-я армия, 2-й Украинский фронт), старший сержант, Герой Советского Союза (1944).

## Биография
Родился в русской крестьянской семье. Окончил 7 классов школы в Томске. В 1937—1939 годах — мастер-наладчик на спичечной фабрике «Сибирь». С 1939 года учился в Кемеровском горном техникуме (ныне Кемеровский горнотехнический техникум имени Кожевина В. Г.), одновременно работал на шахте, с 1942 года — монтёр на шахте «Пионер» (Кемерово).
В октябре 1943 года призван в Красную Армию, с декабря 1943 года — в боях Великой Отечественной войны, разведчик 681-го стрелкового полка 133-й стрелковой дивизии.
Особо отличился в наступательных боях в марте 1944 года: за период с 8 по 20 марта привёл 25 пленных языков. В ночь на 24 марта 1944 года 681-й стрелковый полк приступил к форсированию Днестра; Ф. Трофимов с группой разведчиков первым преодолел реку в районе села Липчаны (Винницкая область), завязался бой с имевшим численный перевес противником. В бою Ф. Трофимов, используя гранаты и идя врукопашную, уничтожил 20 немецких солдат. 28 марта в бою за село Медвежа (Молдавия) в составе группы разведчиков в течение 4 часов отразил 8 контратак врага, затем пошёл в атаку с несколькими гранатами и прорвался из окружения, уничтожив 80 немецких солдат и офицеров. За эти бои 13 апреля был представлен к присвоению звания Герой Советского Союза.
Участвовал в Ясско-Кишинёвской операции, освобождал Румынию. В мае 1944 года при выполнении боевого задания у реки Сирет (Румыния) был тяжело ранен.
Указом Президиума Верховного Совета СССР от 13 сентября 1944 года за образцовое выполнение заданий командования на фронте борьбы с немецко-фашистскими захватчиками и проявленные при этом отвагу и геройство красноармейцу Трофимову Фёдору Леонтьевичу присвоено звание Героя Советского Союза с вручением ордена Ленина (№ 35028) и медали «Золотая Звезда» (№ 4780).
Осенью 1944 года — командир отделения 129-го линейного батальона связи. В 1945 году участвовал в выводе из окружения десанта союзников, за что был награждён крестом «За выдающиеся заслуги» (США).
Закончил войну в Чехословакии, под городом Брно. Всего за годы войны участвовал в захвате 187 «языков»; пять раз был ранен.
В мае-июле 1945 года участвовал в операциях против бандеровцев в Западной Украине. В июле 1945 году уволен в запас в звании «старший сержант».
Учился в Московском механическом институте Наркомата боеприпасов, в Томском политехническом институте имени С. М. Кирова (1945—1946; не окончил).
С 1949 года работал на строительстве комбината № 816 (по производству высокообогащенного урана-235 и плутония), затем — начальником технического снабжения УПП «Химстрой». Член КПСС с 1966 года. С апреля 1979 года — на пенсии, жил в Северске.
Похоронен на Аллее славы городского кладбища (Северск).

### Семья
Отец — Леонтий Андреевич Трофимов (1877—1936).
Жена — Нина Кузьминична (1927—2007).
Дети - Вячеслав (род. 1947),  Владимир (род. 1954).
Внуки - Мелентьева Елена (род. 1986),  Трофимов Алексей (род. 1981)
Правнуки - Мелентьева Екатерина (род. 2010), Мелентьева Мария (род. 2014), Мелентьев Владимир (род. 2017),  Трофимов Андрей (род. 2003), Трофимова Арина (род. 2011)

## Награды и признание
- медаль «Золотая Звезда» Героя Советского Союза (№ 4780; 13.9.1944);
- орден Ленина (№ 35028; 13.09.1944);
- орден Красного Знамени (19.02.1944);
- орден Отечественной войны 1-й степени (11.03.1985);
- орден Отечественной войны 2-й степени (21.02.1944);
- орден Красной Звезды (6.03.1944);
- медаль «За отвагу»;
- медаль «За победу над Германией в Великой Отечественной войне 1941—1945 гг.»;
- медаль «За доблестный труд. В ознаменование 100-летия со дня рождения В. И. Ленина»;
- юбилейные медали: «20 лет Победы», «25 лет Победы в войне 1941—1945 г.г.», «30 лет Победы», «40 лет Победы», «50 лет ВС СССР», «60 лет ВС СССР», «70 лет ВС СССР», «50 лет СССР»;
- медаль «Ветеран труда»;
- крест «За выдающиеся заслуги» (США, 15.06.1944);
- почётный гражданин города Северска.

## Память
- На доме № 2 по улице Ленина (Северск), где проживал Ф. Л. Трофимов, установлена мемориальная доска.